# Кука (селище, Читинський район)
Ку́ка (рос. Кука) — селище у складі Читинського району Забайкальського краю, Росія. Входить до складу Яблуновського сільського поселення.

## Населення
Населення — 203 особи (2010; 356 у 2002).
Національний склад (станом на 2002 рік):
- росіяни — 99 %